# Deutsche Beachhandball-Nationalmannschaft der Männer
Die deutsche Beachhandball-Nationalmannschaft der Männer repräsentiert den Deutschen Handballbund (DHB) als Auswahlmannschaft auf internationaler Ebene bei Länderspielen im Beachhandball gegen Mannschaften anderer nationaler Verbände. Den Kader nominiert der Nationaltrainer.
Als Unterbau fungieren die Nationalmannschaft der Junioren. Das weibliche Pendant ist die deutsche Beachhandball-Nationalmannschaft der Frauen.

## Geschichte
Die Nationalmannschaft wurde um die Jahrtausendwende gegründet und nahm im Rahmen der Europameisterschaften 2000 erstmals an einer internationalen Meisterschaft teil. Sie gehörte zunächst zu den stärkeren Mannschaften in Europa. Den größten Erfolg schaffte sie bislang als Zweitplatzierte bei den Europameisterschaften 2004, vierte Ränge erreichte sie bei den World Games 2005 sowie den Europameisterschaften 2006. Nach den Europameisterschaften 2007 löste der DHB seine Nationalmannschaft auf und nahm ein Dutzend Jahre nicht mehr an internationalen Wettbewerben teil. Erst zu den Europameisterschaften 2015 wurde die Mannschaft reaktiviert und zeigt seitdem ansteigende Leistungen. 2019 erreichte die sehr junge deutsche Mannschaft mit Rang sechs bei der EM einen Rang in der erweiterten Spitze und ihr drittbestes Ergebnis bei einer EM überhaupt. Damit verbunden waren die Qualifikation für die Weltmeisterschaften und die World Games, doch diese fielen aufgrund der COVID-19-Pandemie aus. Bei den Europameisterschaften 2021 konnte die Mannschaft an die vorherige Leistung nicht anknüpfen und wurde nur 12. Damit verpasste die Mannschaft nicht nur die erneute Qualifikation für WM und World Games, sondern auch die direkte Qualifikation für die EM 2023.
Während die deutschen Frauen 2022 den Titel bei den Weltmeisterschaften und den World Games gewannen, mussten sich die Männer bei den erstmals ausgetragenen EHF Championship 2022, der Vorqualifikation für die EM 2023 in Portugal, erst qualifizieren. Das gelang der in Teilen neu zusammen gestellten Mannschaft mit Bravour, sie gewannen das Turnier in Prag. Auch beim ersten je ausgetragenen Turnier der Global Tour in Polen musste sich die deutsche Mannschaft 2022 einzig Spanien geschlagen geben. Bei der EM 2023 war das Ziel, sich für die Europaspiele zu qualifizieren, wo 2023 das erste Mal Beachhandball Bestandteil des Programms war. In der Vorrunde musste sich die Mannschaft einzig den amtierenden Europameistern aus Dänemark geschlagen geben, in der Hauptrunde nur Ungarn. Jeweils als Tabellenzweite Mannschaft kamen die Deutschen somit eine Runde weiter. Im Viertelfinale wurde in einem knappen Spiel der Weltmeister aus Kroatien, im Halbfinale Dänemark im Shootout besiegt. Erst im Finale erwies sie Ungarn erneut als leicht stärker und Deutschland gewann nach 2006 zum zweiten Mal die EM-Silbermedaille. Zudem gelang die Qualifikation für die Europaspiele.
Nachdem vom europäischen Verband im August 2019 ein Nationen-Ranking eingeführt worden war, zu deren Zusammensetzung auch die Resultate der Nachwuchsmannschaften zählen, wurde die deutsche Nationalmannschaft dort auf dem fünften Rang geführt.

## Teilnahmen
| World Games - 2001: nicht qualifiziert - 2005: 4. - 2009: keine Teilnahme - 2013: keine Teilnahme - 2017: nicht qualifiziert - 2022: nicht qualifiziert - 2025: World Beach Games - 2019: nicht qualifiziert - 2023: qualifiziert, ausgefallen | Weltmeisterschaften - 2001: keine Teilnahme - 2004: nicht qualifiziert - 2006: 8. - 2008: keine Teilnahme - 2010: keine Teilnahme - 2012: keine Teilnahme - 2014: keine Teilnahme - 2016: nicht qualifiziert - 2018: nicht qualifiziert - 2020: qualifiziert, ausgefallen - 2022: nicht qualifiziert - 2024: 4. | Europameisterschaften - 2000: 6. - 2002: 9. - 2004: 2. - 2006: 4. - 2007: 10. - 2009: keine Teilnahme - 2011: keine Teilnahme - 2013: keine Teilnahme - 2015: 8. - 2017: 9. - 2019: 6. - 2021: 12. - 2023: 2. - 2025: 1. | Europaspiele - 2023: qualifiziert EHF Championship - 2022: 1. Global Tour - 2022: 2. | Canaren-Cup - 2021: 4. |

- EM 2000: Michael Amort • Kai Bierbaum (TW) • Carsten Dietrich • Kay Gehrmann • Wolfgang Heinz • Jörg Johannson • Andreas Krombacher • Thomas Krombacher • Markus Südmeier • Matthias Woletz[6]

- EM 2002: Konrad Bansa (TW) • Kai Bierbaum (TW) • Carsten Dietrich • Wolfgang Heinz • Bodo Mantel (TW) • Matthias Mauch • Thomas Mauch • Thomas Ott • Markus Südmeier • Matthias Woletz

- EM 2004: Konrad Bansa (TW) • Kai Bierbaum (TW) • Carsten Dietrich • Nico Kiener • Andreas Krombacher • Bodo Mantel (TW) • Matthias Mauch • Thomas Mauch • Markus Südmeier • Aaron Ziercke

- WG 2005: Konrad Bansa (TW) • Kai Bierbaum (TW) • Carsten Dietrich • Dominik Hasenwinkel • Nico Kiener • Matthias Mauch • Thomas Mauch • Thomas Ott • Markus Südmeier • Dennis Wilke[7]

- EM 2006: Konrad Bansa (TW) • Kai Bierbaum (TW) • Frank Carstens • Maik Düerkop • Dominik Hasenwinkel • Thomas Kersebaum • Matthias Mauch • Thomas Mauch • Thomas Ott • Markus Südmeier[8]

- WM 2006: Konrad Bansa (TW) • Kai Bierbaum (TW) • Carsten Dietrich • Maik Düerkop • Thomas Kersebaum • Nico Kiener • Matthias Mauch • Thomas Mauch • Thomas Ott • Markus Südmeier • Ersatz: Thomas Eisenbach[9]

- EM 2007: Julian Blechinger • Maik Düerkop • Thomas Eisenbach • Dominik Hasenwinkel • Thomas Kersebaum • Nico Kiener • Stefan Kießling • André Lutter • Thomas Ott • Felix Wacker[10]

- EM 2015: Maurice Dräger • Chrstian Feldmann • Marten Franke • Christian Lehnert • Bastian Nagel • Daniel Rebmann (TW) • Markus Südmeier • Stefan Timmermann • Nils Torbrügge • Jörn Wolterink[11]

- EM 2017: Lukas Blohme • Thorben-Kristopher Buhre • Johnny Dähne • Maurice Dräger • Yannick Dräger • Julius Porath • Marian Rascher • Daniel Rebmann (TW) • Dominik Weiß • Jörn Wolterink[12]

- EM 2019: Moritz Ebert (TW) Erik Gülzow • Fynn Hangstein • Sebastian Jacobi • Felix Karle • Stefan Mollath • Emil Paulik • Hendrik Prahst • Colin Räbiger (TW) • Nicola Rascher • Bastian Schwarz • Jörn Wolterink[13]

- EM 2021: Moritz Friedel • Niklas Haupt • Severin Henrich • Sebastian Jacobi • Fabian Lieb • Oliver Middell (TW) • Stefan Mollath • Lars Nickel • Hendrik Prahst • Leon Weiß • Matthew Wollin • Sebastian Zeyen[14]

- GT 2022: Moritz Ebert (TW) • Moritz Friedel • Niklas Haupt • Sebastian Jacobi • Oliver Middell (TW) • Stefan Mollath • Lars Nickel • Lauro Pichiri • Leon Prüßner • Johannes Stumpf • Matthew Wollin • Tobias Zeyen[15]

- ECS 2022: Moritz Ebert (TW) • Moritz Friedel • Niklas Haupt • Sebastian Jacobi • Oliver Middell (TW) • Stefan Mollath • Lars Nickel • Lauro Pichiri • Leon Prüßner • Johannes Stumpf • Matthew Wollin • Tobias Zeyen[16]

- EM 2023: Moritz Ebert (TW) • Moritz Friedel • Sebastian Jacobi • Severin Henrich • Lennart Liebeck • Oliver Middell (TW) • Stefan Mollath • Lauro Pichiri • Leon Prüßner • Matthew Wollin • Lars Zelser • Tobias Zeyen[17]

- ES 2023: Philipp Alt • Moritz Ebert (TW) • Moritz Friedel • Severin Henrich • Jerrit Jungmann[18] • Lennart Liebeck • Stefan Mollath • Daniel Mühleisen (TW) • Lauro Pichiri • Matthew Wollin • Lars Zelser • Tobias Zeyen[19]

- GT 2024 BR: Severin Henrich • Robin John • Tim Krauth • Lennart Liebeck • Oliver Middell (TW) • Stefan Mollath • Lauro Pichiri • Matthew Wollin • Lars Zelser • Tobias Zeyen[20]

- WM 2024: Moritz Ebert (TW) • Severin Henrich • Robin John • Tim Krauth • Lennart Liebeck • Stefan Mollath • Lauro Pichiri • Matthew Wollin • Lars Zelser • Tobias Zeyen[21]

- GT 2024 ES: Philipp Alt • Ben Becker • Timo Günther • Severin Henrich • Robin John • Tim Krauth • Niklas Weißbrod (TW) • Lennart Wörmann • Lars Zelser • Tobias Zeyen[22]

## Trainer
| Cheftrainer - 2000–2006 Alex Gehrer - 2006: Carsten Dietrich (EM) - 2007: Matthias Mauch - 2014–2018: Kai Bierbaum (2015 interim Konrad Bansa) - 2019–2021: Konrad Bansa - seit 2021: Marten Franke | Co-Trainer - 2014–2018: Konrad Bansa (2015 interim Michael Scholz) - 2019: Kai Bierbaum - 2020–2021: Manel Cirac - seit 2021: Erik Gülzow |

## Letzte Spiele
| Datum         | Ergebnis | Gegner             |   | Austragungsort | Anlass              | Bemerkungen             |
| ------------- | -------- | ------------------ | - | -------------- | ------------------- | ----------------------- |
| 18. Juni 2021 | 2:0      | Portugal           | S | Gran Canaria   | Kanaren-Cup 2021    | Vorrundenspiel          |
| 19. Juni 2021 | 2:0      | Vereinigte Staaten | S | Gran Canaria   | Kanaren-Cup 2021    | Vorrundenspiel          |
| 19. Juni 2021 | 1:2      | Spanien            | N | Gran Canaria   | Kanaren-Cup 2021    | Vorrundenspiel          |
| 19. Juni 2021 | 1:2      | Polen              | N | Gran Canaria   | Kanaren-Cup 2021    | Vorrundenspiel          |
| 20. Juni 2021 | 2:1      | Vereinigte Staaten | S | Gran Canaria   | Kanaren-Cup 2021    | Platzierungsspiel       |
| 20. Juni 2021 | 1:2      | Polen              | N | Gran Canaria   | Kanaren-Cup 2021    | Spiel um Platz 3        |
| 13. Juli 2021 | 2:1      | Niederlande        | S | Warna          | Europameisterschaft | Vorrunde                |
| 13. Juli 2021 | 1:2      | Portugal           | N | Warna          | Europameisterschaft | Vorrunde                |
| 14. Juli 2021 | 0:2      | Russland           | N | Warna          | Europameisterschaft | Vorrunde                |
| 15. Juli 2021 | 1:2      | Polen              | N | Warna          | Europameisterschaft | Hauptrunde              |
| 16. Juli 2021 | 0:2      | Kroatien           | N | Warna          | Europameisterschaft | Hauptrunde              |
| 16. Juli 2021 | 2:0      | Schweden           | S | Warna          | Europameisterschaft | Hauptrunde              |
| 17. Juli 2021 | 2:0      | Türkei             | S | Warna          | Europameisterschaft | Platzierungsspiel 9–16  |
| 17. Juli 2021 | 0:2      | Italien            | N | Warna          | Europameisterschaft | Platzierungsspiel 9–12  |
| 18. Juli 2021 | 0:2      | Schweden           | N | Warna          | Europameisterschaft | Platzierungsspiel 11–12 |

## Aktueller Kader

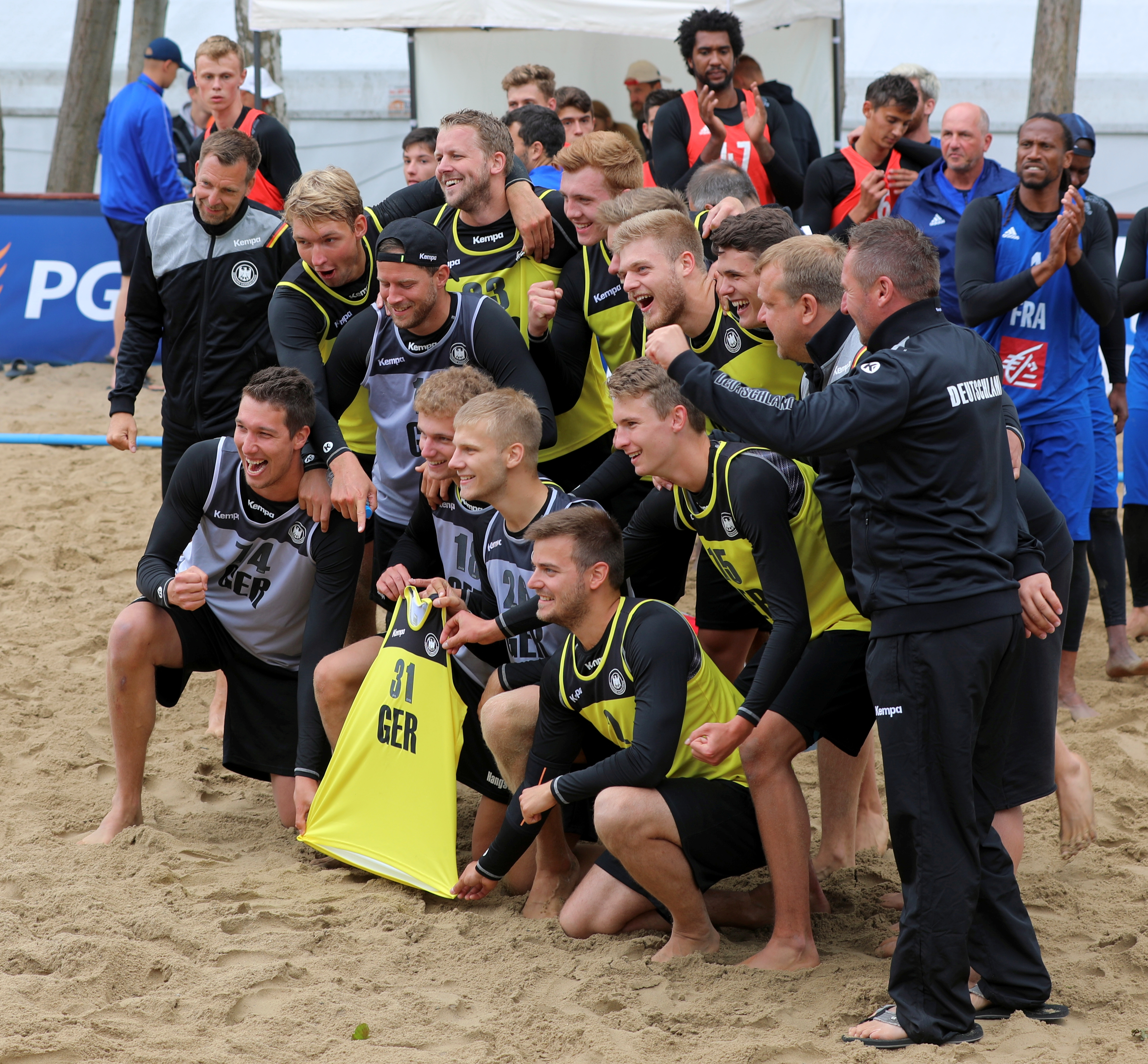
Die deutsche Mannschaft bei der Europameisterschaft 2019

Der aktuelle Kader setzt sich aus den für den letzten Lehrgang vor den Europameisterschaften 2023 berufenen Spieler zusammen:
- Ragnar Diering (Nordlichter)
- Moritz Ebert (Beachmopeten)
- Moritz Friedel (BHT Hurricanes)
- Jerrit Jungmann (Beaching Bad)
- Niklas Haupt (Beachmopeten)
- Sebastian Jacobi (Beach & Da Gang)
- Severin Henrich (12 Monkeys Köln)
- Patrick Kohl (Otternasen)
- Lennart Liebeck (Beach & Da Gang Junior)
- Oliver Middell (12 Monkeys Köln)
- Stefan Mollath (Beach & Da Gang)
- Daniel Mühleisen (Otternasen)
- Lauro Pichiri (Beach & Da Gang Junior)
- Leon Prüßner (BHC Sand Devils)
- Timo Stoyke (BHC Beaching Bad)
- Mikkel Wandtke (BHC Sand Devils)
- Leon Weiß (BHT Hurricanes)
- Matthew Wollin (Nordlichter)
- Lars Zelser (Beach & Da Gang Junior)
- Tobias Zeyen (12 Monkeys Köln)

Reserve:
- Philipp Alt (–)
- Leon Grieme (Nordlichter)
- Timo Günther (Beachmopeten)
- Kari Klebinger (12 Monkeys Köln)
- Tim Krauth (12 Monkeys Köln)
- Lars Nickel (Beach & Da Gang)
- Emil Paulik (SG Schurwald)
- Nicola Rascher (Otternasen)
- Johannes Stumpf (THC EhDrin! Ismaning)
- Bennet Wienand (Beachmopeten)

## Einzelbelege
1. ↑  handball-world: Das Ziel ist eine Medaille bei den World Games 2021: Der Strukturplan Beachhandball des DHB. Abgerufen am 29. Mai 2021.
2. ↑  Männer: Elf EM-Kaderplätze sind vergeben. Abgerufen am 6. Juni 2023.
3. ↑  IHF | Stalwarts Hungary finally take gold. Abgerufen am 6. Juni 2023.
4. ↑  handball-world: EHF führt Nationen-Ranking im Beachhandball ein - Deutschland bei Männern auf fünftem Rang. Abgerufen am 29. Mai 2021.
5. ↑  https://www.dhb.de/de/redaktionsbaum/nationalteams/beach/zwei-mal-silber-fuer-die-deutschen-beachhandballer/
6. ↑  Bert Speckels, Michael Hinz, Ralph Messerschmidt: Handball-Info (Beach). Abgerufen am 13. September 2022.
7. ↑  World Games 2005 - BEACH HANDBALL - HANDBALL123.COM. Abgerufen am 9. Juli 2022.
8. ↑  jun: #HandballHistory: Deutsche Frauen-Nationalmannschaft holt Gold im Sand von Cuxhaven. In: handball-world.news. 20. Juni 2020, abgerufen am 24. Februar 2024.
9. ↑  handball-world: "Mr. German Beachhandball" tritt ab - ein Portrait. Abgerufen am 9. Juli 2022.
beach-handball.info - News. 1. März 2014, archiviert vom Original (nicht mehr online verfügbar) am 1. März 2014; abgerufen am 9. Juli 2022.
10. ↑  European Handball Federation - 2007 Men's ECh Beach Handball / Final Round. Abgerufen am 9. Juli 2022 (englisch).
11. ↑  European Handball Federation - 2015 Men's ECh Beach Handball / Final Tournament. Abgerufen am 9. Juli 2022 (englisch).
12. ↑  European Handball Federation - 2017 Men's ECh Beach Handball / Final Tournament. Abgerufen am 9. Juli 2022 (englisch).
13. ↑  handball-world: Beachhandball: Nationaltrainer Konrad Bansa gibt Kader für Europameisterschaft bekannt. Abgerufen am 23. Juni 2019.
14. ↑  European Handball Federation - 2021 Men's ECh Beach Handball / Final Tournament. Abgerufen am 9. Juli 2022 (englisch).
15. ↑  Neun Weltmeisterinnen für die World Games in den USA. Abgerufen am 7. Juli 2022.
16. ↑  handball-world: "Der Stachel sitzt tief": Drei Fragen an ... Sebastian Jacobi. Abgerufen am 9. Juli 2022.
17. ↑  handball-world: Beachhandball-EM: Je zwölf Spielerinnen und Spieler in DHB-Kader. Abgerufen am 22. Mai 2023.
18. ↑  Jungmann ersetzte den ursprünglich nominierten Johannes Stumpf kurzfristig https://www.handball-world.news/o.red.r/news-1-1-24-152747.html
19. ↑  Deutscher Olympischer Sportbund e.V: Team Deutschland für European Games 2023 komplett. 5. Juni 2023, abgerufen am 5. Juni 2023 (deutsch).
20. ↑  Unsere Männer fliegen in einer Woche zur IHF Global Tour! Abgerufen am 22. Juli 2024.
21. ↑  Der Kader unserer Männer für die Weltmeisterschaft in China steht! Abgerufen am 22. Juli 2024.
22. ↑  Für unsere Frauen und unsere Männer geht es im August zur IHF Global Tour nach Spanien! Jetzt stehen auch die Kader für das Turnier fest! Abgerufen am 22. Juli 2024.
23. ↑  Daten zum Teil ungefähre/geschätzte Werte
24. ↑  20190628_25_jahre_beachhandball_historie. Abgerufen am 18. April 2022.
25. ↑  http://statistics.eurohandball.com/reports/?m=065111013
26. ↑  Viele gute Ansätze beim Auftakt ins Vorbereitungsturnier. Abgerufen am 26. Juni 2021.
27. ↑  Frauen treffen im Halbfinale auf Polen - Männer erneut gegen Polen und die USA. Abgerufen am 26. Juni 2021.
28. ↑  Beach-Frauen feiern Turniersieg – Männer landen auf Rang vier. Abgerufen am 26. Juni 2021.
29. ↑  Julia Nikoleit: Die Europameisterschaft rückt näher: Beachhandball-Nationalmannschaften vor Schlüssel-Lehrgang im April. In: handball-world. 17. März 2023, abgerufen am 26. März 2023.